# Drezden (музичний проєкт)
«Drezden» — музичний проєкт, засновником і лідером якого є Сергій Міхалок, фронтмен гурту Brutto. Назва проєкту Drezden походить від німецького міста, де у 1972 році народився Сергій. Також до участі в проєкті Міхалок запросив гітариста «Океану Ельзи» Владіміра Опсеніцу та українського саунд-продюсера Віталія Телезіна.
30 серпня 2018 року Сергій Міхалок представив свій новий сольний проєкт, у рамках якого випустив альбом Drezden, а також кліп на однойменну пісню.

## Склад
- Міхалок Сергій — вокал (2018—дотепер)
- Владімір Опсеніца — гітара (2018 — дотепер)

## Дискографія

### Студійні альбоми
- Drezden (30 серпня 2018 року)
- Эдельвейс (3 грудня 2019 року)

## Відеокліпи
| Дата              | Назва пісні           | Мова      | Режисер(и)                          | Альбом    |
| ----------------- | --------------------- | --------- | ----------------------------------- | --------- |
| 30 серпня 2018    | «Drezden»             | російська | Олександр Стеколенко, Максим Балтер | Drezden   |
| 3 грудня 2018     | «Ронин»               | російська | Сергій Сараханов                    | Drezden   |
| 29 березня 2019   | «Айсберг»             | російська | Артур Вакаров                       | Drezden   |
| 14 травня 2019    | «Коалы»               | російська | Кароліна Полякова                   | Drezden   |
| 13 листопада 2019 | «Эдельвейс»           | російська | Кароліна Полякова, Наташа Зінкевич  | Эдельвейс |
| 19 травня 2020    | «Давида олень»        | російська | Володимир Нефедов                   | Эдельвейс |
| 20 грудня 2020    | «Barrikado»           | російська | Кароліна Полякова                   | TBA       |
| 1 вересня 2021    | «Гильотина»           | російська | Кароліна Полякова                   | TBA       |
| 18 лютого 2022    | «Молодость и радость» | російська |                                     | TBA       |